# 赖村
赖村（法語：Raids，法語發音：[ʁɛ]）是法国芒什省的一个市镇，属于圣洛区。

## 地理
赖村（49°13'1"N, 1°20'39"W）面积6.8 平方千米，位于法国诺曼底大区芒什省，该省份为法国西北部沿海省份，西、北、东北三面环大西洋，东起顺时针与卡爾瓦多斯省、奧恩省、马耶讷省和伊勒-维莱讷省接壤。
与赖村接壤的市镇（或旧市镇、城区）包括：奥克赛、马尔谢雪、塞沃河畔圣日耳曼、圣塞巴斯蒂安德赖、土地沼泽村。
赖村的时区为UTC+01:00、UTC+02:00（夏令时）。

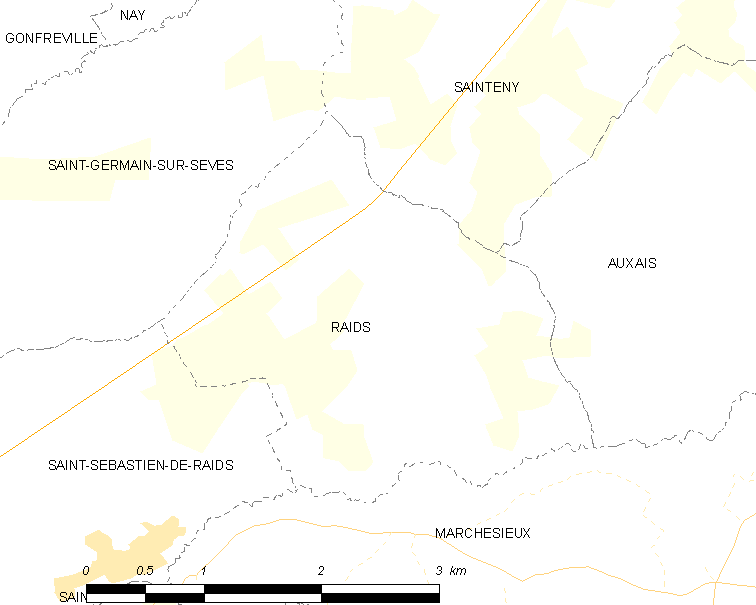
赖村的OSM定位图

## 行政
赖村的邮政编码为50500，INSEE市镇编码为50422。

## 政治
赖村所属的省级选区为阿贡-库坦维尔县。

## 人口

1962-2008年间赖村人口变化图示

赖村于2022年1月1日时的人口数量为208人。